# Bonnie Raitt
Bonnie Lynn Raitt (* 8. listopadu 1949, Burbank, Kalifornie, USA) je americká bluesová zpěvačka a kytaristka. Byla ovlivněna prvky blues, rocku, folku, vydala 19 hudebních alb, z nichž nejznámější je z roku 1989 Nick of Time. Raitt získala za svou kariéru devět cen Grammy. Je celoživotní politickou aktivistkou.

## Hudební kariéra
V roce 1967 začala navštěvovat Harvard 's Radcliffe College jako studentka prvního ročníku oboru afrických studií. Brzy se však seznámila s novinářem, který se věnoval blues, Dickem Watermanem a díky němu opustila studia a začala svou hudební kariéru. Zpočátku hrála v bostonských klubech a vystupovala společně s bluesovými legendami jako byl Howlin' Wolf , Sippie Wallace a Mississippi Fred McDowell. Pro svůj zpěv a styl hry na kytaru začala být známá  a v roce 1971 přijala nabídku studia Warner Bros. a nahrála první LP desku bluesového stylu s názvem Bonnie Raitt. V sedmdesátých letech vydávala nové album téměř každý rok. Celkem vydala 15 původních alb a několik kompilací. Raitt vystupovala na stovkách koncertů, na benefičních a politických akcích. V osmdesátých letech se odmlčela, měla problémy s návykovými látkami, v roce 1989 nahrála album Nick Of Time a od té doby její nahrávky zaznamenávaly na hudební scéně významné úspěchy. Získala dvě platinová ocenění za alba Nick Of Time a Longing In Their Hearts a jedno zlaté ocenění za album Road Tested. Bonne Raitt stále živě koncertuje a v roce 2012 chystá nové album Slipstream.

## Diskografie[2]
Seznam
- 1971 Debutní LP Bonne Raitt (Warner Bros.), je bluesového charakteru. U této společnosti nahrála devět alb, rozloučili se v roce 1986
- 1972 LP deska Give It Up obsahuje 3 vlastní písně, dále skladby Jacksona Browna a Erica Kaze.
- 1973 Album Takin' My Time propaguje na dlouhodobém turné po Spojených státech. Spolupracují na něm Lowell George, Bill Payne, Jim Keltner a Taj Mahal. Obsahuje i jednu z prvních nahrávek skladby "Cry Like A Rainstorm" od Erica Kaze, která je úvodní skladbou pozdějšího alba Lindy Ronstadt z roku 1989. Je zde i skladba "Guilty" od Randy Newmana.
- 1974 Album Streetlights. Účast opět přijali známi studioví hráči.
- 1975 Pátá dlouhohrající deska Home Plate, spolupracovali hostující hudebníci Freebo, Tom Waits a Jackson Browne.
- 1977 Sweet Forgiveness - nejúspěšnější album na značce Warner Bros., v USA se dostalo na 25. místo hitparády. Doprovází ji její stabilní doprovodná skupina v sestavě: Will McFarlane (kytara), Jef Labes (klávesy), Dennis Whitted (bicí) a Freebo (baskytara). Album obsahuje známou píseň Del Shannona "Runaway".
- 1979 LP The Glow (30. místo hitparády USA)
- 1982 Album Green Light, kde zpěvačku doprovází nová formace The Bump Band - klávesista Ian McLagan (dříve Small Faces), bubeník Ricky Fataar (dříve Beach Boys), baskytarista Ray Ohar a kytarista Johny Lee Schell. Deska ukazuje posun zpěvačky k rocku a popu.
- 1986 Album Nine Lives je poslední na značce Warner Bros..
- 1989 Nejúspěšnější album zpěvačky Nick Of Time producenta a hudebníka Dona Wase (produkce Capitol) bylo vydáno 21. března 1989. Hudební kritici ho hodnotili velmi příznivě. Získalo platinové ocenění. Celkově se ho v USA prodalo přes 2 miliony kusů a LP se v žebříčku udrželo 2 roky.
- 1991 V červnu vyšlo druhé album zpěvačky pro gramofonovou značku Capitol s názvem Luck Of The Draw. Producentem byl opět Don Was.
- 1994 Album Longing In Their Hearts. Toto album získalo platinové ocenění.
- 1995 Na albu Road Tested, vydaném firmou EMI Records, vystupují jako hosté Bruce Hornsby, Jackson Browne, Bryan Adams a další. Album získalo zlaté ocenění.
- 1998 Spolupráce s novými producenty Mitchellem Froomem a Tchadem Blakem vedla k vydání alba Fundamental.
- 2002 Vyšlo album Silver Lining.
- 2005 Vyšlo album Souls Alike.
- 2012 10. dubna bylo vydáno album Slipstream.

## Ocenění
- 21. února 1990 – 32. ročník Grammy Awards, který se konal v Shrine Auditorium (Los Angeles). Ocenění: 1
- "Album roku" (za Nick Of Time)
- "Nejlepší ženský pěvecký výkon v oblasti popu" (za píseň "Nick Of Time")
- "Nejlepší ženský pěvecký výkon v oblasti rocku" (opět za "Nick Of Time")
- "Nejlepší tradiční bluesová nahrávka" (za skladbu "I'm In The Mood" z alba Johna Lee Hookera The Healer).
- 8. března 1990 – v anketě "Cena kritiky", kterou vypsala redakce časopisu Rolling Stone, titul "Nejlepší zpěvačka".
- 1992 – 34. ročník Grammy Awards - za album Luck Of The Draw
- 2000 - v březnu tohoto roku byla Raitt uvedena do Rock and Roll Hall of Fame.

## Politický aktivismus
- Raitt se začala politicky angažovat v 70. letech. Její album z roku 1972 "Give it up" mělo věnování "lidem ze Severního Vietnamu...", které bylo vytištěno na zadní straně.
- 19.–23. září 1979 zpěvačka společně s Brucem Springsteenem, Jacksonem Brownem, Carly Simon, The Doobie Brothers a dalšími hraje na sérii koncertů proti využívání jaderné energie nazvané Musicians For Safe Energy (MUSE),[3] které se konají v newyorském sále Madison Square Garden.Byla zakládající člen Musicians United for Safe Energy v roce 1979 a katalyzátor širokého protinukleárního hnutí, spolu se skupinami jako Abalone Alliance a Alliance for Survival.
- V roce 1985 Formace Artists Against Apartheid[4] ( jejímž členem je i Bonne Raitt) obsadila se singlem "Sun City" 38.pozici amerického a 21.pozici britského žebříčku hitparády.
- 4. července 1987 se společně s Jamesem Taylorem, skupinami Santana, The Doobie Brothers[5] a několika ruskými skupinami zúčastnila protiválečného festivalu nazvaného The July Fourth Disarmament Festival v SSSR.
- Se svými přítelkyněmi Bonnií Bramlett a Ritou Coolidge natočila v roce 1987 videoklip "Wake Up America", upozorňující na problém bezdomovců.
- 16. dubna 1988 se účastnila koncertu Nelson Mandela – An International Tribute To A Free South Africa na Wembley Stadium v Londýně. Zazpívala píseň "Love Letter".
- 4. října 1990 vystoupila v losangeleském sále Wadsworth společně s Rickie Lee Jones, Melissou Etheridge a Dianne Reeves na koncertu Vote Choice, zorganizovaném na podporu kampaně za právo žen rozhodovat o interrupci.
- 16. prosince 1990 spolu s Jacksonem Brownem vystoupila na koncertu v Sioux Falls v Severní Dakotě na počest stého výročí masakru Indiánů u Wounded Knee.
- V roce 1994 na vyzvání žurnalisty Dicka Watermana, Raitt financovala výměnu jednoho ze základních kamenů svého učitele Fred Mc Dowella, pomocí Mt. Zion Memorial Fund. Raitt i později financovala pomocí téže nadace pamětní kameny v Mississippi věnované Memphis Minnie, Samu Chatmonovi, a Tommy Johnsonu.
- Na Stockholmském Jazz Festivalu v červnu 2004 věnovala skladbu prezidentovi USA George W. Bushovi. Řekla "Zazpíváme Bushovi, protože už se mu to rychle krátí, lidi"[6]
- V roce 2002, zpívala jako oficiální podpora Little Kids Rock,[7] neziskové organizace, která poskytuje zdarma hudební nástroje a hodiny hudby pro děti z veřejných škol po celé USA. Navštěvovala děti v tomto programu a byla v čele organizace jako čestný člen.
- Raitt spolupracovala s Reverb, neziskovou organizací na ochranu životního prostředí na svých cestách 2005 – Fall/Winter a 2006 – Spring/Summer/Fall.
- Raitt je účastník No Nukes group,[8] která se staví proti šíření nukleárních zbraní. V roce 2007 skupina nahrála hudební video, novou verzi písně od Buffalo Springfield "For What It´s For".
- Během demokratických primárek v kampani roku 2008 Raitt spolu s aktivistou Jacksonem Brownem a basistou James "Hutch" Hutchinsonem podporovala kandidáta John Edwardse.